# Kollegium St. Michael
Das Kollegium St. Michael (französisch: Collège Saint-Michel) ist ein nach dem Erzengel Michael benanntes ehemaliges Kollegium der Jesuiten und heute ein zweisprachiges Gymnasium in Freiburg in der Schweiz. Zum Kollegium St. Michael gehören sechs Gebäude, die im Altstadtquartier liegen.

## Gebäude
Die zum Kollegium gehörende Jesuitenkirche St. Michael wurde 1604 bis 1613 im spätgotischen Stil erbaut. Die Gebäude des Kollegiums stammen aus der Renaissancezeit und wurden mehrheitlich gegen Ende des 16. Jahrhunderts errichtet.

## Geschichte
Das Kollegium St. Michael wurde am 11. Juni 1582 auf Veranlassung von Papst Gregor XIII. gegründet und am 18. Oktober 1582 eröffnet. Der erste Rektor war der aus Schlesien stammende Peter Michael (1549–1596). Eine führende Gestalt in der Geschichte des Kollegiums war bis zu seinem Tod im Jahre 1597 der später heiliggesprochene Petrus Canisius.
Als Papst Clemens XIV. 1773 den Jesuitenorden aufhob, blieben die Jesuiten als Weltgeistliche im Kollegium, und nach der Wiederherstellung des Ordens 1814 übertrug ihnen die Freiburger Regierung 1818 wieder die alleinige Verantwortung für die Schule. Nach Freiburgs Niederlage im Sonderbundskrieg mussten die Jesuiten das Kollegium endgültig verlassen, und es wurde in eine Kantonsschule umgewandelt. Die Theologische Fakultät des Kollegiums war die Keimzelle der 1889 gegründeten Universität Freiburg.

## Jährliche Feste

### St. Michael und St. Nikolaus
Am Patronatsfest der Kathedrale St. Nikolaus und der Stadt Freiburg zieht am ersten Samstag des Monats Dezember jedes Jahr ein als Sankt Nikolaus verkleideter Schüler des Kollegiums St. Michael mit einem Esel an der Spitze eines Umzuges durch die Altstadt und hält anschliessend von einer Plattform über dem Portal der Kathedrale eine Rede mit satirischen Anspielungen auf die Ereignisse des vergangenen Jahres im Kollegium und in der Stadt.

### Valete
Das Valete ist ein Fest, das traditionellerweise das Schuljahr des Kollegiums St. Michael beschliesst. Am letzten Schultag nehmen alle Schüler an Spielen teil (seit den 1960er-Jahren), und am Abend finden Konzerte im Kollegiumshof statt, die im Gegensatz zu den Tagesaktivitäten für alle zugänglich sind, desgleichen das After, das in den letzten Jahren die Festlichkeiten beschliesst. Seit 1991 tritt etwa alle zwei Jahre eine Gruppe der Lehrerschaft auf. Eine Klasse des 3. Jahrs organisiert das Valete. Sie wählt ein Schülerkomitee, das vom Verwalter und einem Vorsteher unterstützt wird.

## Bekannte Schüler
- Peter Boschung, Mediziner, Mundart-Schriftsteller und Kulturpolitiker
- Joseph Bovet, Komponist
- Pierre-André Bovey, Flötist und Komponist
- Dominique de Buman, Nationalrat
- Thierry Carrel, Herzchirurg
- Jacques Chessex, Schriftsteller
- Charles Clerc, Fernsehmoderator
- Erich von Däniken, Schriftsteller
- Joseph Deiss, Alt-Bundesrat
- Maurice Demierre, Entwicklungshelfer
- Eugène Deschenaux, Jurist und Politiker
- Louis Dupraz, Staatsrat des Kantons Freiburg
- Pierre-Théodule Fracheboud, Jurist und Politiker
- Frédéric Gendre, Jurist und Politiker
- Vincent Gottofrey, Jurist, Hochschullehrer und Politiker
- Eugène Grand, Jurist und Politiker
- Louis Grand, Jurist und Politiker
- Charles Journet, Kardinal
- Giovanni Lurati, Jurist und Politiker
- Martin Marty OSB, Missionar und Bischof
- Paul Morard, Jurist und Politiker
- Marc Moret, Manager
- Georges de Montenach, Autor und Politiker
- Jean-Joseph Page, Jurist und Politiker
- Georges Python, Präsident des Ständerats
- Gonzague de Reynold, Literaturhistoriker
- Léon Savary, Schriftsteller und Journalist
- Peter Scholl-Latour, Journalist und Publizist
- Adriano Soldini, Schriftsteller  und Rektor
- Martin Suter, Schriftsteller
- Daniel Vasella, Arzt und Manager
- Ernest de Weck, Privatbankier und Politiker
- Louis de Weck-Reynold, Landwirt und Politiker
- Wilhelm Wilmers, Theologe
- Charles de Wuilleret, Jurist, Politiker und Verbandsfunktionär
- Pierre Tobie Yenni, Bischof von Lausanne-Genf
- Joseph Zimmermann, Missionar der Gesellschaft für Afrikamissionen
- Maurice Zundel, Geistlicher, Theologe und Philosoph